# Championnat de France de hockey sur glace
Pour les articles homonymes, voir Magnus.
Cet article concerne le championnat de France de 1er niveau, appelé Synerglace Ligue Magnus. « Championnat de France de hockey sur glace D1 » redirige ici. Pour la Division 1 et les suivantes, voir Championnat de France de hockey sur glace D2, Championnat de France de hockey sur glace D3 et Championnat de France de hockey sur glace D4.
Le championnat de France de hockey sur glace, qui porte actuellement le nom de « Synerglace Ligue Magnus », est le plus haut niveau français de hockey sur glace. Il a été créé lors de la saison 1906-1907. 
Les vainqueurs du championnat reçoivent la Coupe Magnus. Le niveau de jeu de cette ligue est généralement considéré comme intermédiaire. Il est plus faible que celui de la Ligue nationale de hockey d’Amérique du Nord et des championnats européens majeurs menés par la Ligue continentale de hockey d’Eurasie. Le championnat français est classé 14e championnat européen par la fédération internationale.
La Ligue Magnus compte en principe douze équipes engagées depuis la saison 2016-2017.

## Historique

### Les précurseurs (1907-1914)
Le premier club français est créé en 1894 sous le nom de Hockey Club de Paris et en 1896, c’est la formation du club des Patineurs.
En 1903, un Palais des Glace est inauguré à Lyon qui permet la création de plusieurs équipes de hockey dont la plus importante est le Sporting Club de Lyon. Des rencontres sont organisées entre Parisiens et Lyonnais dès l’année d’ouverture et après quelques championnat de France « officieux », et l’établissement d’un règlement commun en 1905, Lyon remporte le premier titre de champion de France en 1907, qui se joue sur un match sec. Hélas pour le hockey français, en 1908, la glace du Palais de Lyon, en trop mauvais état, entraîne la disparition de la patinoire et du Sporting Club de Lyon par la même occasion. Sans adversaire pour les Parisiens, le championnat de France n’est plus disputé pendant trois ans, après ses deux premières éditions.
Un nouvel opposant pour le club parisien arrive en 1910 : cette année se crée le Hockey Club Chamonix-Mont-Blanc, ce qui permet de relancer le championnat de France en 1912. Mais les nouveaux venus ne font pas le poids face au Club des Patineurs et les trois éditions du championnat de France précédant la Première Guerre mondiale se concluent sur des victoires écrasantes des Parisiens sur les Chamoniards.

### Paris contre Chamonix (1919-1930)
Au sortir de la guerre, le club de Chamonix est devenu compétitif : après trois défaites face au Skating Club Paris, vite renommé Sports d’Hiver Paris, il remporte son premier titre de champion de France en 1923. Les années suivantes, le championnat de France, qui se joue toujours sur une confrontation unique, est remporté sept fois par Chamonix avec une victoire au passage pour les Parisiens en 1926. En 1926-1927, il est créé un critérium des équipes secondes, pour permettre à d’autres clubs de se mêler à la bataille, cela porte ses fruits car lors de la saison 1930-1931, il est créé deux niveaux : une première série (toujours avec Chamonix et le CSH Paris) et une seconde avec des nouveaux clubs tels que Saint-Gervais ou encore Megève.

### Les années folles (1931-1938)
En 1931, débutent les « années folles » du hockey sur glace, à la suite de la rénovation du Vélodrome d'Hiver – plus connu sous le nom de « Vél’ d’Hiv’ » – par l'américain Jeff Dickson. Il « monte » également des équipes de hockey, en particulier, grâce aux grands clubs sportifs parisiens que sont le Racing Club de France et le Stade français, en faisant venir également à grands frais et à grand renfort de publicité des Canadiens francophones – ou Américains comme Charles Ramsay par exemple.
Le hockey sur glace devient alors le spectacle à la mode à Paris et connait un énorme succès populaire, incomparable avec la situation du hockey aujourd’hui. Les joueurs tels Ramsay deviennent de grandes vedettes auprès du public parisien et les spectateurs viennent en masse avec des affluences pouvant atteindre 20 000 spectateurs. Les clubs historiques ne peuvent suivre, le CSH Paris disparait en 1937 et Chamonix ne joue que les deuxièmes rôles.

### Reprise de la domination de Chamonix (1939-1956)
En 1937, c’est la fin des années folles du Vél’ d’Hiv’ : pour rentabiliser les investissements, Dickson augmente le nombre de matchs et commence à tirer sur la corde : le public se lasse, les affluences diminuent et la société Jeff Dickson fait faillite. En 1938, le système de refroidissement du Palais des Sports rend l’âme.
À partir de la Seconde Guerre mondiale, Chamonix reprend sa domination, son seul adversaire parisien survivant étant les Français volants. Mais de nouveaux clubs s’engagent dans le championnat de France, à Paris et dans les Alpes comme Gap, Briançon, Villard-de-Lans ou encore Saint-Gervais. Le champion de France commence à ne plus être désigné après un match simple entre les deux meilleurs clubs mais après un vrai championnat où toutes les équipes se rencontrent.

### L’ACBB et Saint-Gervais en trouble-fêtes (1956-1968)
Une patinoire fédérale est inaugurée à Boulogne-Billancourt et le club omnisports de l’ACBB monte alors une équipe de hockey en 1951. Philippe Potin, héritier de l’enseigne Félix Potin, est alors le « mécène » de cette équipe de l'ACBB, qui devient rapidement un des meilleurs clubs de France. Ainsi, l’équipe remporte le titre national en 1957, 1960 et 1962 et peut même rivaliser avec les grands clubs européens en remportant trois Coupes Spengler consécutives en 1959, 1960 et 1961, sans doute le plus grand succès européen d’un club français de l’histoire.
La domination de l’ACBB ne dure pas : Potin se désengage du club et après avoir pris la tête du hockey français en 1962 puis de la FFSG en 1964, il se retrouve ruiné en raison de son soutien au sport et à de mauvais investissements. Le club de l’ACBB reste dans les meilleures équipes de France pendant toutes les années soixante mais après son forfait pour la saison 1971-1972, il ne reviendra jamais au plus haut niveau.

### Renaissance olympique (1968-1979)
1968 est une année charnière, celle des Jeux olympiques de Grenoble. L’équipe de France, entrainée par Pete Laliberté, ne fait pas de miracle sur le plan sportif et finit à la dernière position. Mais grâce à la télévision, tout un pays découvre le hockey sur glace et de nombreuses patinoires sont ouvertes les années suivantes : de douze surfaces en 1967, on en compte plus de soixante un an après les JO. De nombreuses villes françaises, où le hockey était absent jusqu’alors, disposent bientôt d’un club. C’est ainsi le cas de Reims, Rouen, Tours, Amiens, Toulouse, Bordeaux, Strasbourg, Nice, etc. et le hockey sort des Alpes et de Paris et se développe « en plaine ».
Le nombre de clubs et de joueurs augmentant, d’autres clubs compétitifs apparaissent, d’abord dans les Alpes : Saint-Gervais est le premier club à remporter le championnat de France en 1969, en dehors des villes de Chamonix, Lyon et de la région parisienne. Saint-Gervais remporte également les titres 1974 et 1975, tandis que Gap remporte ceux des années 1977 et 1978. Mais le reste du temps, c’est malgré tout toujours Chamonix qui remporte les titres. Autre conséquence du développement du hockey en France, la première série est divisée en une nationale A et une nationale B en 1973. Le championnat de France compte alors trois niveaux différents.

### Succès de la plaine (1980-1990)
Le hockey continue à se développer hors de ses bastions historiques : en 1979, si Chamonix remporte un trentième et dernier titre, en 1980, c’est Tours qui remporte le titre national. En plus d’être le premier titre d’un club créé à la suite des JO de Grenoble, c’est aussi le premier titre d’un club de plaine, c’est-à-dire en dehors des Alpes, de Paris ou de Lyon. Tours est également précurseur en étant le premier club à réaliser un recrutement à l’extérieur et non pas basé sur les joueurs locaux et en payant ses joueurs ouvertement, comme des professionnels – le semi-professionnalisme étant la règle auparavant.
L’arrivée du professionnalisme continue en 1984 avec l’ouverture du Palais omnisports de Paris-Bercy, devant servir à accueillir les matchs des Français Volants, privés de patinoire fixe depuis quelques années. L’arrivée des Volants au plus haut niveau et cela dans l’enceinte de Bercy, donne un vrai coup de projecteur médiatique et les médias commencent à suivre le hockey sur glace. Certains matchs du championnat sont même télévisés à la télévision publique et les Volants sont invités au journal de 13 heures par Yves Mourousi. Mais le club parisien, même favori, n’arrive pas à remporter le titre, condition pour rester au POPB, et quand il remporte le titre en 1989, il est déjà relégué dans la patinoire annexe. Le hockey, comme le basket, a l’impression d’avoir été utilisé pour faire parler de l’enceinte pour ensuite être « jeté » au profit de spectacles plus rentables comme les concerts. Il faut dire que le club parisien a dû faire face à une très forte opposition du club de Saint-Gervais, opposition encore plus forte quand ce dernier fusionne avec le club de Megève pour former le Mont-Blanc Hockey Club en 1986.
Nouveau signe du développement et de l’ouverture du hockey à cette époque, d’autres nouveaux clubs gagnèrent leur premiers titres : Grenoble HC en 81, Megève en 84, Rouen en 90, Brest en 1997, Amiens en 1999, Reims en 2000. On note également la création de la coupe Magnus pour la saison 1985-1986 et en 1986, c’est également la création du championnat de France féminin.
Mais les différents succès, tant sportifs que médiatiques, et l’arrivée du professionnalisme et l’escalade financière qui a suivi, ont fait croire au hockey français qu’il est plus beau qu’il n’est en réalité, les déficits financiers sont légion et les forfaits de clubs se succèdent : Épinal en 1984, Chamonix en 1988, Saint-Gervais/Megève et Gap en 1989.

### Déroutes financières (1991-2001)
Pour la saison 1990-1991, la Ligue nationale est créé en tant que ligue « professionnelle » fermée, à gestion autonome, dont les clubs sont censés accéder sur dossier. Dès 1991-1992 c’est la fin de la Ligue nationale qui se transforme en une élite à seize clubs avec ascenseur sportif, à la suite des multiples abandons et dépôts de bilan. Car l’hémorragie au lieu de s’arrêter, explose avec la ligue « pro » : des huit équipes partantes en Ligue Nationale, seul le Rouen Hockey Club ne connait pas de soucis financiers. Certains restent au plus haut niveau (Amiens, Grenoble), d’autres retombent au plus bas niveau national (Tours, Briançon, Bordeaux, Paris).
L’équipe de France sauve les apparences en réalisant un superbe tournoi olympique aux JO d’Albertville. Les Bleus atteignent les quarts de finale face aux États-Unis, match suivi par 5,2 millions de Français à la télévision. Quelques mois plus tard, grâce à son élargissement à douze équipes, la France intègre le groupe A des Championnats du monde, pour la première fois depuis la création de groupe de niveaux différents.
Mais la réalité du championnat français est tout autre et les médias commencent à se désintéresser de ce sport, lassés par les querelles internes, puis par les dépôts de bilan. Le hockey disparait des écrans français, après la privatisation de TF1 et un contrat mal géré par la FFSG et bientôt ne sont même plus annoncés les résultats du championnat dans l’émission emblématique Stade 2.
Le sport, effacé de la conscience collective, reprend pourtant ses droits et le club de Rouen s’impose dans les années 1990 comme un des grands clubs français en remportent quatre titres successifs en 1992, 1993, 1994 et 1995, même s’ils doivent également faire face à un trou financier. Les Rouennais apportent même des titres européens à la France en remportant en la Ligue Atlantique en 1995 et 1996 et la Coupe des ligues européennes, également en 1996.
Les bonnes nouvelles continuent de venir des joueurs internationaux : Philippe Bozon, capitaine de l’équipe de France, est recruté par les Blues de Saint-Louis et devient ainsi le premier joueur français, formé en France, à jouer dans la Ligue nationale de hockey, le 10 mars 1992.
Mais les soucis du championnat demeurent. Un scandale éclate même en 1993, quand on apprend que le comité national de hockey lui-même est en déficit, à hauteur de 3 millions de francs. Il est alors envisagé la séparation du hockey sur glace des autres disciplines de la FFSG mais elle n’aura pas lieu cette fois-ci.
Le hockey français se fait même alors une spécialité du champion qui dépose le bilan : Brest, Grenoble puis Reims remportent le championnat de France avant de repartir peu de temps après en Division 3.
L’équipe de France n’est plus porteuse de bonnes nouvelles car après neuf années de suite au plus haut niveau mondial, les Bleus sont relégués en Division 1 à l’issue du championnat du Monde 2000 à Saint-Pétersbourg.

### Super 16 puis Ligue Magnus (2002-aujourd’hui)
Tous ces errements commencent à lasser et en janvier 2001 sont organisés des états généraux du hockey. Il en ressort une volonté revendiquée de sérieux, de rigueur et de contrôle. Souhaits difficiles à traduire en actes car la situation ne semble pas pouvoir s’améliorer toute seule : la saison 2001-2002 se joue entre sept clubs seulement, du fait de nouveaux dépôts de bilan.
À l’été 2002, pour la première fois une étude financière des clubs est réalisée avant la validation de leur participation au championnat. Ces contrôles ne sont pas sans conséquences ; ainsi en 2005, alors que la création d’une fédération indépendante – évoquée depuis longtemps – est désormais prévue mais pas encore réalisée, les instances dirigeantes ne valident pas les inscriptions des clubs de Mulhouse et Tours, respectivement Champion et vice-champion de France en titre, endettés et n’ayant pas respecté leurs engagements de début de saison.
Cette saison 2004-2005 est également la première au cours de laquelle le championnat porte le nom de « Ligue Magnus », choisi pour rendre hommage à l'histoire du hockey français.
Le 20 février 2003, le Grenoblois Cristobal Huet devient le deuxième joueur de hockey français de l’histoire à évoluer en Ligue nationale de hockey. Le 24 janvier 2007, il devient même le premier joueur français de l'histoire à participer au Match des étoiles de la ligue.
En 2006, le hockey français se sépare de la FFSG, accusée de manquer de rigueur et de faire passer le hockey au second plan, et entérine la création de la Fédération française de hockey sur glace. Le premier succès de la nouvelle fédération est l’inter-saison 2006 : aucune équipe ne dépose le bilan alors qu'à l'inter-saison précédente le champion et le vice-champion de France avaient dû être rétrogradés après des soucis financiers.
Un deuxième succès a lieu le 14 février 2007 avec l’organisation de la finale de la Coupe de France au Palais omnisports de Paris-Bercy, d’où le hockey avait disparu depuis 19 ans. Alors que la date n’est pas favorable, les supporteurs répondent présent et le match se joue devant un Bercy plein de 12 215 personnes, affluence record pour un match entre deux équipes françaises depuis l’époque du Vél’d’Hiv’.
Ce record sera battu par la suite, notamment par le « Winter Game » à Lyon le 30 décembre 2016 avec officiellement 25 182 spectateurs.
En 2016, la Ligue Magnus, réduite à douze clubs, se joue désormais en double aller-retour, portant le nombre de matchs à quarante-quatre. La fédération signe également un contrat de naming et le championnat devient la Saxoprint Ligue Magnus. Deux ans plus tard, elle change de partenaire et il devient la Synerglace Ligue Magnus.
En 2019, le championnat débute avec seulement onze clubs à la suite de la non-validation des Lions de Lyon pour des raisons financières, aucune équipe n'ayant pu être promue de Division 1 pour les remplacer,. La saison est ensuite interrompue en mars 2020, au cours des séries éliminatoires, en raison de la pandémie du COVID-19, puis définitivement arrêtée sans que le titre ne soit décerné, pour la première fois depuis 1945.

## Structure actuelle
La Ligue Magnus comporte actuellement douze clubs. Chaque équipe joue 44 parties en saison régulière, 22 à domicile et 22 à l’extérieur.
- Trois points sont attribués pour une victoire à la fin du temps réglementaire.
- Deux points pour victoire en prolongation ou après tirs au but,
- Un point pour une défaite en prolongation ou après tirs au but.
- Aucun point pour une défaite à l’issue du temps règlementaire.

Après la saison régulière, l’équipe qui termine première de sa division est déclarée vainqueur de la saison régulière.
En play-offs, les équipes disputent des séries de matchs pour accéder au tour suivant. La première équipe remportant quatre victoires gagne la série, sept matchs maximum sont joués .
Les équipes classées 1 à 8 accèdent directement aux quarts-de-finale des play-offs.
Les équipes classées 9 à 12 s’affrontent dans une poule de maintien :
- Les points acquis face aux autres participants de la poule lors de la saison régulière sont gardés.
- Les équipes se rencontrent en simple aller retour.
- Les équipes terminant aux places 9, 10 et 11 sont maintenues en Ligue Magnus.
- L'équipe terminant à la 12e place est reléguée en Division 1.

La formule de championnat adoptée par la Ligue Magnus a beaucoup évolué au fil des saisons mais tend vers ce modèle depuis quelques années.
Le 22 décembre 2013, Grenoble et Briançon disputent au Stade des Alpes le premier Winter Game de l'histoire en France. Briançon remporte cette première en extérieure en battant Grenoble 5-4, devant 19 767 spectateurs, un record pour la Ligue Magnus.

## Équipes de la Ligue Magnus
Historiquement, les équipes étaient surtout basées dans les Alpes et en région parisienne qui sont les zones d’origine du hockey sur glace en France. Des clubs basés dans des villes de plaine virent peu à peu le jour à partir des années 1970 (création des clubs d’Amiens en 1967, de Caen en 1968, de Rouen en 1970, de Tours en 1972) puis 1980 (Angers en 1982).
Au cours des années, le nombre d’équipes a constamment évolué consécutivement à la formule retenue pour le déroulement de la saison ou divers problèmes financiers. Ainsi, seuls sept clubs ont pris part à la saison 2001-2002 alors qu’on a pu compter jusqu’à seize clubs évoluant au sein de l’élite, notamment lors de la saison 1992-1993 ou en 1993-1994.
Aujourd'hui, le championnat compte 12 clubs.

### Clubs de la Ligue Magnus 2024-2025
| \| Amiens Angers Anglet Bordeaux Briançon Cergy-Pontoise Chamonix Gap Grenoble Marseille Nice Rouen \| Localisation des clubs engagés en Synerglace Ligue Magnus. · Tenant du titre |
| Amiens Angers Anglet Bordeaux Briançon Cergy-Pontoise Chamonix Gap Grenoble Marseille Nice Rouen                                                                                    |

Douze clubs participent à la Ligue Magnus 2023-2024. Les Dragons de Rouen sont champions en titre.
| Club                             | Dernière montée | Classement 2023-2024 | Entraîneur                      | Patinoire                             | Capacité théorique | Nombre de saisons en Magnus |
| -------------------------------- | --------------- | -------------------- | ------------------------------- | ------------------------------------- | ------------------ | --------------------------- |
| Gothiques d'Amiens               | 1982            | 7e                   | Mario Richer                    | Coliseum                              | 3 220              | 43                          |
| Ducs d'Angers                    | 1992            | 5e                   | Jonathan Paredes                | Angers IceParc                        | 3 586              | 32                          |
| Hormadi Anglet                   | 2018            | 9e                   | Stéphane Barin                  | Patinoire de la Barre                 | 1 200              | 17                          |
| Boxers de Bordeaux               | 2015            | 2e                   | Olivier Dimet                   | Patinoire de Mériadeck                | 3 500              | 10                          |
| Diables rouges de Briançon       | 2019            | 12e                  | Pierre Bergeron                 | Patinoire René-Froger                 | 2 300              | 51                          |
| Jokers de Cergy-Pontoise         | 2020            | 4e                   | Miika Elomo                     | Aren'ice                              | 3 000              | 5                           |
| Pionniers de Chamonix Mont-Blanc | 2005            | 10e                  | Anatoli Bogdanov                | Centre sportif Richard-Bozon          | 1 900              | 90                          |
| Rapaces de Gap                   | 2009            | 11e                  | Márton Vas Sébastien Rohat      | Alp'Arena                             | 2 930              | 50                          |
| Brûleurs de loups de Grenoble    | 2000            | 3e                   | Per Hanberg                     | Patinoire Polesud                     | 4 208              | 51                          |
| Spartiates de Marseille          | 2023            | 6e                   | Luc Tardif Junior               | Palais omnisports Marseille Grand Est | 5 600              | 2                           |
| Aigles de Nice                   | 2016            | 8e                   | Frantisek Stolc Pascal Margerit | Palais des sports Jean-Bouin          | 1 200              | 9                           |
| Dragons de Rouen                 | 1985            | 1er                  | Fabrice Lhenry                  | L'Île Lacroix                         | 3 029              | 40                          |

### Anciens clubs
| - Séquanes de Besançon - Dogues de Bordeaux - Albatros de Brest - Drakkars de Caen - Sangliers Arvernes de Clermont - Ducs de Dijon | - Corsaires de Dunkerque - Dauphins d'Épinal - Lions de Lyon - Boucs de Megève - Avalanche Mont-Blanc | - Pingouins de Morzine-Avoriaz - Scorpions de Mulhouse (HCM) - Scorpions de Mulhouse (SM1997) - Bisons de Neuilly-sur-Marne - Français volants de Paris | - Flammes bleues de Reims - Aigles de Saint-Gervais - Étoile noire de Strasbourg - Diables noirs de Tours - Ours de Villard-de-Lans - Jets de Viry-Essonne |

Logo de 2013 à 2016
Logo de 2016 à 2018

## Palmarès
Le club le plus titré est le Chamonix Hockey Club avec 30 titres officiels, suivi par Rouen (18 titres). La ville de Paris compte quant à elle 18 titres pour 8 clubs différents.
Ce palmarès officiel est pour une partie contesté : ainsi, le titre 1926 est officiellement attribué à Chamonix, alors que certains affirment que cette année le titre fut remporté par le Club des Sports d’Hiver de Paris. Le club de Chamonix n’aurait donc que 29 titres et non 30. Cependant, l’explication de ce chiffre, résiderait dans un championnat qui aurait eu lieu en 1924 et remporté par Chamonix.

### Par club
|     | Club                   | Titres | Dernier titre |
| --- | ---------------------- | ------ | ------------- |
| 1er | Chamonix               | 30     | 1979          |
| 2e  | Rouen                  | 18     | 2024          |
| 3e  | Grenoble               | 9      | 2025          |
| 4e  | CP Paris               | 8      | 1926          |
| 5e  | Saint-Gervais          | 6      | 1989          |
| 6e  | Stade français         | 4      | 1935          |
| -   | Gap                    | 4      | 2017          |
| 8e  | Boulogne-Billancourt   | 3      | 1962          |
| -   | Français Volants Paris | 3      | 1989          |
| 10e | RC Paris               | 2      | 1951          |
| -   | Mont-Blanc             | 2      | 1988          |
| -   | Brest                  | 2      | 1997          |
| -   | Reims                  | 2      | 2002          |
| -   | Amiens                 | 2      | 2004          |
| 15e | SC Lyon                | 1      | 1907          |
| -   | Paris UC               | 1      | 1953          |
| -   | HC Lyon                | 1      | 1956          |
| -   | Tours                  | 1      | 1980          |
| -   | Megève                 | 1      | 1984          |
| -   | Mulhouse               | 1      | 2005          |
| -   | Briançon               | 1      | 2014          |
|     | Total                  | 101    |               |

## Diffusion

### Télévision
Entre 2013 et 2018, la chaîne de télévision nationale sportive française L'Équipe (anciennement L'Équipe 21) est le diffuseur de la Ligue Magnus. Un match par mois de la saison régulière était diffusé, les finales de Coupes et les matches décisifs des Playoffs.
Depuis 2020, c'est la chaîne Sport en France qui a racheté les droits auprès de la FFHG avec la diffusion en direct et gratuitement d'un match par semaine.

### Plateforme
Depuis la saison 2016-2017, il est également possible de suivre l'intégralité des matches du championnat en streaming, en direct ou en différé, moyennant un abonnement mensuel d'environ 10€ (Ou 3,49€ sans engagement, prix par match), via la plateforme Fanseat.

## Trophées
Outre la Coupe Magnus, créé en 1985 par Tristan Alric, pour récompenser l’équipe championne, d’autres trophées sont remis aux joueurs à titre individuel désignés par l’ensemble des entraineurs de la Ligue Magnus et de l’équipe de France. Ces trophées ont été attribués pour la première fois la saison 1977-1978.
- Trophée Charles-Ramsay : meilleur pointeur de la saison
- Trophée Albert-Hassler : meilleur joueur français de la saison
- Trophée Marcel-Claret : meilleure équipe au fair-play de la saison
- Trophée Jean-Pierre-Graff : meilleur espoir de la saison
- Trophée Jean-Ferrand : meilleur gardien de la saison

Un trophée Raymond-Dewas a également existé de 1985 à 2002 et récompensait le joueur le plus fair-play.
Plus récemment, sont apparus de nouvelles récompenses : le trophée Camil-Gélinas (trophée du meilleur entraîneur) depuis 2002-2003, le trophée Calixte-Pianfetti (trophée du meilleur arbitre) depuis 2006-2007 et dernièrement le trophée Damien-Velay (trophée du meilleur jeune arbitre) depuis 2016-2017.

## Jeu dérivé
Au début de la saison 2016-2017, le jeu vidéo Hockey Dangles '16: Saxoprint Magnus Edition est disponible gratuitement sur les plateformes de téléchargement Android et Apple iOS. Développé par le studio Gamyo, par ailleurs sponsor du Gamyo Épinal, le jeu propose de prendre en main l'une des équipes de la Ligue et ses joueurs puis de disputer différents modes de jeu dont le championnat. Ce n'est pas une simulation ultra réaliste comme la série de jeux NHL mais un jeu amusant, coloré et très arcade où il n'y a que trois joueurs sur la glace avec le gardien.